# Tote Hand (Nuklearstrategie)
Die Tote Hand (englisch Dead Hand oder russisch Мёртвая рука Mjortwaja ruka, offiziell Система «Периметр» Sistema „Perimetr“, deutsch ‚System „Perimeter“‘) ist ein Atomwaffen-Führungssystem der Sowjetunion und Russlands. Es soll im Falle eines nuklearen Enthauptungsschlags, der die Führung des Landes aktionsunfähig macht, automatisch oder semi-automatisch einen allumfassenden Gegenschlag auslösen. Medienberichten zufolge ist das System weiterhin in Betrieb.

## Grundlagen
Aufgabe des Systems „Tote Hand“ (benannt nach dem Buch Dead Hand von Harold Coyle) war es, den Atomstreitkräften der Sowjetunion im Falle der Ausschaltung der politischen Führung durch Freigabe ihrer Waffen eine Zweitschlagfähigkeit zu bewahren. Dies wurde durch die Entwicklung von zielgenauen U-Boot-gestützten ballistischen US-Atomraketen (SLBM) während der 1980er Jahre zum vorherrschenden Thema.
Vor Beginn der 1980er Jahre galten landgestützte Interkontinentalraketen (ICBM) und von Bombern transportierte Nuklearwaffen als am zielgenauesten. Dagegen wurden die frühen US-amerikanischen, auf Atom-U-Booten (SSBN) stationierten SLBM-Systeme wie die UGM-27 Polaris der 1960er Jahre sowie die während der 1970er Jahre eingeführte UGM-73 Poseidon als nicht genau genug für einen Counterforce-Angriff – gegen das Waffenpotential – oder Erstschlag (First strike) der USA gegen die Sowjetunion angesehen. Auf U-Booten stationierte ballistische Atomraketen (SLBM) wurden daher primär gegen Bevölkerungszentren gerichtet (als sogenannte Countervalue-Ziele), bei denen die Zielgenauigkeit eine geringere Rolle spielte. Ein mit guten Radar- und Satellitenüberwachungssystemen ausgerüsteter Gegner konnte mit Vorwarnzeiten von etwa 30 Minuten zwischen Raketenstart und Einschlag rechnen – genug, um nach dem Prinzip „Launch on warning“ seine eigenen Waffen zum nuklearen Gegenschlag zu starten. Ein wirkungsvoller Erstschlag war unter diesen Bedingungen wenig erfolgversprechend.
Die strategische Balance änderte sich, als mit den neuen US-amerikanischen SLBM vom Typ Trident C4 und Trident D5 hochgenaue Systeme eingeführt wurden. Mit der Trident-D5 (Entwicklung ab 1983, Indienststellung 1990) waren Zielgenauigkeiten (CEP50 etwa 90 Meter) erreichbar, die denen von landgestützten ICBM nahekamen. Damit waren die US-amerikanischen und britischen Trident-U-Boote in der Lage, durch verdeckte Annäherung an die Küsten des Gegners die Vorwarnzeiten auf weniger als drei Minuten zu reduzieren, wodurch ein gegen Militär und Führung gerichteter Counterforce-Angriff auch als Enthauptungsschlag führbar wurde.
Nach Aussagen von Militärstrategen galt es als plausibel, dass eine Seite die Durchführung eines Erstschlages erwägen würde, wenn sie zur Überzeugung gelangt sei, das Führungssystem der anderen Seite mit Erfolg ausschalten zu können. Die UdSSR unternahm aus diesem Grund Schritte zur Sicherstellung ihrer Fähigkeit zur nuklearen Vergeltung, falls ihre Führung durch einen Überraschungsangriff ausgeschaltet würde

## Durchführung
Die Fernmeldeverbindungen zwischen der Führung der Sowjetunion und ihrem Generalstab sowie mit militärischen Einrichtungen, darunter Radarstationen, Raketensilos und Kommandozentralen, waren rund um die Uhr unter Überwachung. Wurden Atomexplosionen auf dem Gebiet der UdSSR festgestellt oder traten unvorhergesehene Ausfälle von Fernmeldeverbindungen auf, konnten bereits vergleichsweise rangniedrige Offiziere ohne Zustimmung höherer Gefechtsstände die Freigabe von Atomwaffen erteilen.
Ein 1993 von der New York Times veröffentlichter Artikel schildert das System wie folgt:

„Das heute von Dr. Blair beschriebene System der ‚Toten Hand‘ führt diesen Trend der militärischen Defensive zu seinem logischen und erschreckenden Abschluss. Das automatisierte System erlaubt Moskau in der Theorie, auf einen Angriff des Westens zu antworten, selbst wenn seine höchsten militärischen Kommandeure getötet sind und die Hauptstadt in Schutt und Asche liegt.

Das Herz des Systems wird in unterirdischen Bunkeranlagen im Süden von Moskau und in weiteren Reservestandorten vermutet. Während einer Krise sollen Militärdienststellen eine verschlüsselte Nachricht an die Bunker senden, um das System ‚Tote Hand‘ zu aktivieren. Sollten [danach] nahegelegene Sensoren einen nuklearen Angriff auf Moskau melden und das System eine Unterbrechung der Fernmeldeverbindungen zu den höchsten Kommandostellen der Streitkräfte feststellen, würde das System [mittels] niederfrequenter Funksignale durch im Erdboden verlegte spezielle Antennen den Start spezieller Raketen auslösen.

Nach dem Erreichen bestimmter Flughöhen sollten diese Flugkörper ihrerseits über strategischen Raketenkomplexen und anderen militärischen Anlagen Funksignale mit Angriffsbefehlen an strategische Atomraketen, Bomberverbände und über spezielle Funkrelais-Stationen an die strategische Atom-U-Bootflotte auf See abstrahlen. Im Gegensatz zu westlichen Informationen sollen laut Dr. Blair zahlreiche russische Atomraketen in Bunkern und auf mobilen Startgeräten automatisch gestartet werden können.“

## Heutige Bedeutung
Ein Artikel in Wired von September 2009 deutet an, dass „Tote Hand“ noch immer existiere und in Betrieb sei. Im Jahr 2011 bestätigte der Oberbefehlshaber der russischen Strategischen Raketentruppen Sergei Wiktorowitsch Karakajew, dass das System im vollen Einsatz sei. Im Gegensatz zu früheren Vorstellungen scheint das System aber nicht vollautomatisiert zu sein (was ursprünglich von der Sowjetunion geplant, aber als zu gefährlich verworfen wurde), sondern benötigt als letzte Kontrolle weiterhin eine menschliche Freigabe aus einem Militärbunker.